# محاري سلموني قشي

محاري سلموني قشي (الاسم العلمي: Pleurotus salmoneostramineus) هو نوع من الفطريات يتبع جنس المحاري من فصيلة المحارية.